# 필리핀의 헌법
필리핀의 헌법(필리핀어: Saligang Batas ng Pilipinas, 말레이어: Perlembagaan Filipina)는 흔히 1987 헌법으로 알려진 필리핀 공화국의 헌법 또는 최고 법이다. 1987년에 코라손 아키노 대통령 행정부에서 제정되었다.
이 헌법이 제정되기 전 이전의 3개의 필리핀 헌법이 있었다. 1935년 연방헌법과 1973년 헌법, 그리고 1986년 자유 헌법이 바로 그것이다. 2개의 헌법은 전시정부와 필리핀 혁명기에 에밀리오 아기날도 대통령에 의해 혁명군에서, 그리고 제2차 세계대전 때 호세 P. 라우렐 대통령에 의해 일본의 필리핀 점령기에 초안되어 잠깐 채택되었다.

## 1987 헌법의 배경
1986년, 페르디난드 마르코스 대통령을 축출했던 피플 파워 혁명 이후, 코라손 아키노의 취임사에서 국민에 의해 강제된 개혁을 수향하기 위한 국정을 선포하고, 기본권을 보장하며, 헌법 수정을 단행하여, 새로운 헌법 하에 새 정부로 질서있게 이양한다는 세가지를 공표했다. 아키노 대통령은 이후 1973년 마르코스 시절에 제정된 헌법을 초월하는 틀을 만들기 위해 〈헌법위원회〉(‘콘콤’이라고 널리 알려진)를 만드는 아홉 가지 공표를 했다. 아키노는 그 위원회에 50명을 위원으로 임명했다. 그 위원회는 여러 명의 전 국회의원, 전대법원장, 기독교 주교, 영화 감독 등 다양한 배경을 지닌 사람들이었다. 아키노는 또한 임의적으로 5명의 위원을 임명하였는데, 마르코스 대통령이 축출될 때까지 있었던 전 노동부 장관 블라스 오플레를 포함하고 있었다. 위원회가 소집된 이후 세실리아 뮤뇨스 팔마가 의장으로 선출되었다. 뮤뇨스 팔마는 최초의 여성 대법원장으로서의 퇴진 이후 마르코스 반대 운동에서 주요 인물로 등장했었다.
위원회는 회의 소집 후 4개월 이내에 헌장 초안을 끝냈다. 사형제도를 채택하느냐, 폐지하느냐, 클라크 공군 기지와 수빅 미군 기지의 임대를 지속하느냐, 그리고 경제 정책을 헌법에 통합할 것인지 등 여러 개의 안건들은 회기 동안에 뜨거운 토론이 벌어졌다. 브락카는 회기가 끝나기도 전에 위원회를 나왔고, 두 명의 대표는 최종안에서 의견을 달리했다. 콘콤은 1986년 10월 12일에 임무를 완료하고, 1986년 10월 15일에 헌법안을 아키노 대통령에게 제출하였다.
헌장의 비준은 전국적인 공보를 한 이후 1987년 2월 2일에 비준되었다. 76.37% (17,059,495표) 또는 모든 유권자의 3/4 이상이 찬성을 했고, 반대는 22.65% (5,058,714표)였다.
1987 2월 11일, 새로운 헌법이 공표되었고, 아키노 대통령과 그 정부에 의해, 그리고 대통령 선서에 의해 비준이 발효되어 현재까지 이르고 있다.

## 1987 헌법의 특징
이 헌법은 서문과 18조로 구성되어 있다.
- 서문

헌법을 소개하는 서문은 기본법의 목적과 저자, 정부의 비전에 의해 시작된 이래 헌법의 해석을 맡은 관계당국의 도움을 밝히고 있다. 서문은 다음과 같다.
| “ | 우리 주권국 필리핀인은 전능하신 하느님의 도움을 간청하며, 정당하고, 인간적인 사회를 건설하고, 우리의 이상과 열망을 구체화시키는 정부를 건설하기 위해 공동의 선을 촉진하고, 우리의 유산을 보존하고 개발하며, 우리 자신과 우리 자손의 안전을 보장하고, 법치, 진실과 정의, 자유, 사랑, 평등, 그리고 평화 하에서 독립과 민주주의를 축복하기 위해서 이 헌법을 제정하고 공표한다. | ” |

We, the sovereign Filipino people, imploring the aid of Almighty God, in order to build a just and humane society and establish a Government that shall embody our ideals and aspirations, promote the common good, conserve and develop our patrimony, and secure to ourselves and our posterity the blessings of independence and democracy under the rule of law and a regime of truth, justice, freedom, love, equality, and peace, do ordain and promulgate this Constitution.

- 1조 - 영토
- 2조 - 원리와 국정 선언
- 3조 - 권리 헌장
- 4조 - 시민권
- 5조 - 참정권
- 6조 - 입법부
- 7조 - 행정부
- 8조 - 사법부
- 9조 - 헌법위원회
- 10조 - 지방정부
- 11조 - 공무원의 책임
- 12조 - 국가경제와 유산
- 13조 - 사회정의와 인권
- 14조 - 교육, 과학, 기술, 예술, 문화 그리고 스포츠
- 15조 - 가정
- 16조 - 총칙
- 17조 - 개정
- 18조 - 임시조항

## 과거의 헌법

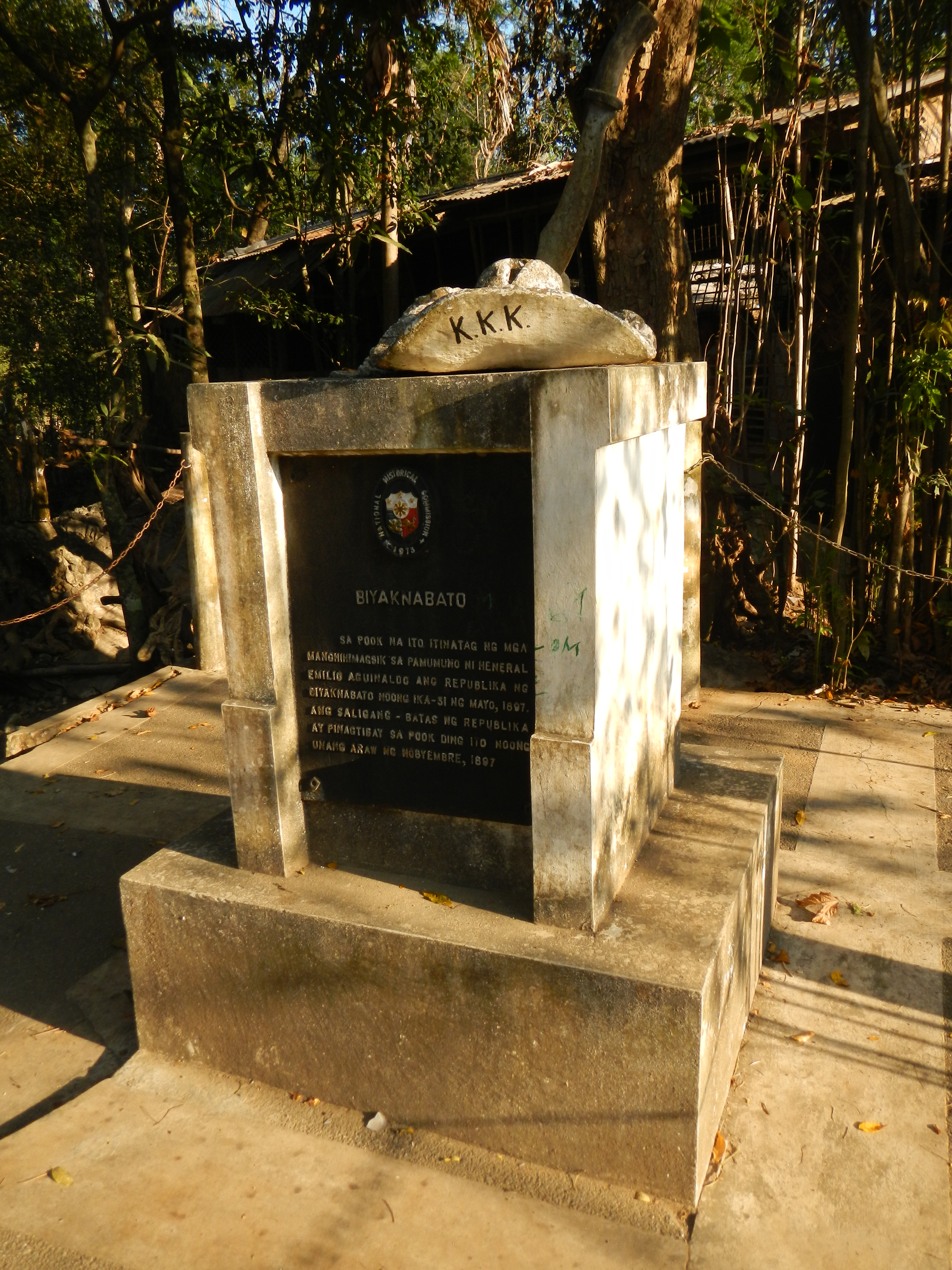
비아크나바토 국립공원에 있는 기념비

### 1897년 비아크나바토 헌법
카티푸난 혁명의 결과로 카비테주의 산프란시스코 데 말라본에서 테헤로스 회의가 1897년 3월 22일 소집되었다. 비록 카티푸난만 참석한 회의였고, 대표성을 가지지는 못했지만, 이 회의에서 필리핀 역사상 최초의 대통령과 부통령이 선출되었다. 혁명정부의 이후 소집이 그곳에서 결정되었고, 1897년 11월 1일 비아크나바토에서 열리면서 비아크나바토 공화국이 성립되었다. 이 공화국의 헌법은 이사벨로 아르타초와 펠리스 페레르에 의해 초안되었고, 이후 필리핀 공화국 헌법으로 알려졌으며, 원래는 스페인어와 타갈로그어로 쓰여져 공표되었다.

### 1899년 말로로스 헌법
말로로스 헌법(공식적으로 The Political Constitution of 1899, 비공식적으로 Malolos Constitution)은 1899년 제정된 필리핀 제1공화국의 기본법이었다. 이 법의 아시아 최초의 공화국 헌법으로, 이 법은 펠리페 칼데론 이 로카와 펠리페 부엔카미노에 의해 말롤로스 의회에 아폴리나리오 마비니와 페드로 파테르노에 의해 여러 개의 제안서에 대한 대안으로 입안되었다. 1898년 후반기 긴 장고의 토론 끝에, 1899년 1월 21일 법제화되었다.

### 미국 의회 법
필리핀은 1898년 12월 10일부터 1934년 3월 24일까지 미국의 영토였으며, 따라서 미국 연방정부의 사법권 하에 있었다. 이 시기에 미국 의회에서 통과시킨 두 법이 기본적인 정치 원리를 정의하고 있으며, 필리핀 정부의 구성과 절치, 권한, 의미를 설정하고 있다는 점에서 필리핀 헌법으로 간주되었다.

#### 1902년 필리핀 조직법
1902년 성립된 필리핀 조직법은 종종 1902년 필리핀 헌장으로 알려지기도 한 미국 의회가 제정한 최초의 필리핀 제도에 대한 조직법이다. 여기에는 선거로 선출된 필리핀 국회를 만드는 것을 제공하고 있고, 필리핀 위원회에 입법권이 부여될 것이라고 규정하고 있다. 핵심 조항은 필리핀 국민과 미 의회에서 필리핀을 대표하는 두 명의 비선출 상주 대표단에게 권리헌장을 포함하고 있다.

#### 1916년 필리핀 자치법
1916년에 제정된 필리핀 자치법은 종종 〈존스 법〉으로 알려지 있고, 하원의 상위에 필리핀 위원회를 없애고 필리핀 유권자에 의해 선출된 상원으로 대체함으로써 필리핀의 정부 구조를 수정하여 필리핀 최초의 완전 선출된 전국적인 입법기관을 만들었다. 이 법은 또한 필리핀의 정부가 안정대는대로 필리핀의 독립을 승인하고 필리핀 제도에 대한 주권 행사를 미국의 국민으로써 끝낸다는 것을 명시하고 있다.

#### 1934년 타이딩스-맥더피 법
헌법은 아니지만, 1934년 제정된 〈타이딩스-맥더피 법〉은 권위를 제공하며, 헌법위원회를 통한 정식적인 헌법의 제정에 대한 절차를 규정하고 있다.

### 1935년 헌법
1935년 헌법은 1934년 제정되어, 필리핀 자치령(1935–1946)에 의해 승인되고 채택되었다. 이후 필리핀 제3공화국(1946–1972)에서 사용되었다. 이 헌법은 미국이 필리핀의 독립을 허락한다는 약속을 지키는 것을 보장받기 위해 미국 정부의 승인을 충족시키려는 관점으로 작성되었다. 그리하여 정치적으로 미숙하고, 완전한 준비와 완전 독립을 할 준비가 되지않았다는 것을 근거로 한 소유의 전제를 달지 않았다.

### 1943년 헌법

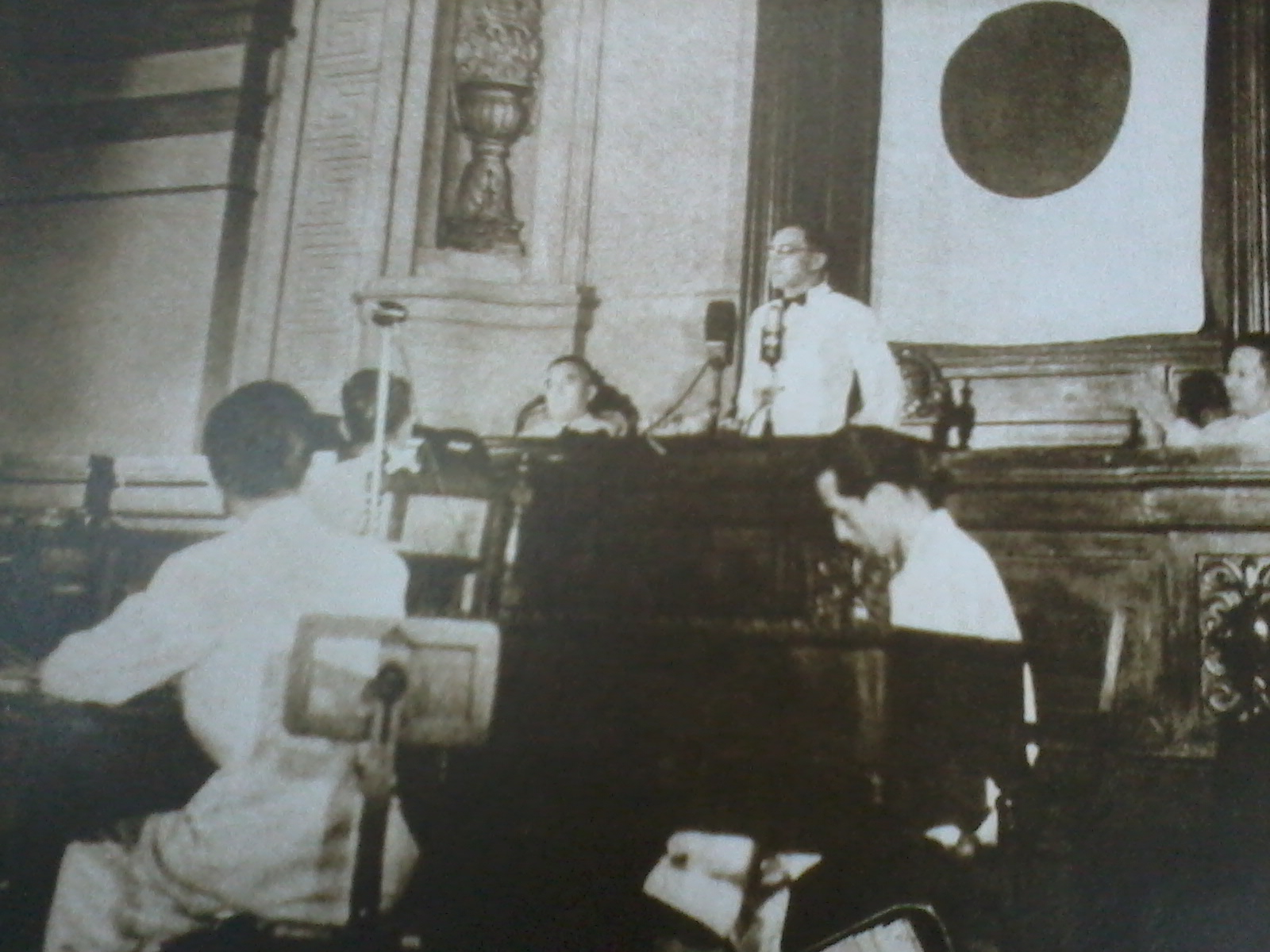
옛 의사당 건물의 국회에서 1943년을 헌법을 승인하는 호세 라우렐 대통령

1943년 헌법은 필리핀 행정 위원회가 지명한 위원에 의해 초안되었고, 본문은 축출된 필리핀 자치령을 대신하여 필리핀을 통치하기 위해 일본에 의해서 확정되었다. 1942년 중반 일본 수상 도조 히데키는 필리핀인들에게 정식 공화국에 의해 대체될 위원회를 의미하는 독립의 영예를 약속했다.
새로운 헌법을 초안하는 작업을 했던 필리핀 독립 준비 위원회는 대부분 전쟁 전의 국회의원과 1935년 헌법을 제정하는데 경험이 있었던 인물로 구성되어 있었다. 일본 점령 하에서 확정된 공화국을 위한 초안은 기한이 한정되어 훨씬 더 강력한 간접적인 입법부 선출을 제시하였다.
초안이 위원회에 의해 승인되자마자, 새로운 헌장이 1943년에 칼리바피(모든 이전 정당을 대체하기 위해 일본이 만든 조직) 지방 대표자들에 의해 지명된 국회에 의해 비준되었다. 칼리바피에 의해 비준이 되자, 필리핀 제2공화국(1943–1945)이 정식적으로 선언되었다. 호세 P. 라우렐이 국회에 의해 대통령으로 임명되었고, 1943년 10월에 취임식을 했다. 일본은 라우렐이 필리핀을 운영한 미국의 방식을 공공연히 비판해 왔던 것과, 동경국제대학에서 학위를 받은 것을 높이 샀다.

## 같이 보기
- 입헌주의